# Eddie Griffin (basketballer)
Eddie Jamaal Griffin (Philadelphia, 30 mei 1982 - Houston, 17 augustus 2007) was een Amerikaans basketballer.

## Carrière
Griffin speelde collegebasketbal voor de Seton Hall Pirates gedurende een seizoen. In de draft van 2001 werd hij als zevende gekozen door de New Jersey Nets. Hij werd meteen geruild naar de Houston Rockets voor Brandon Armstrong, Jason Collins en Richard Jefferson. Hij speelde twee seizoenen voor de Rockets en werd in zijn eerste seizoen verkozen tot het NBA All-Rookie Second Team. In december 2003 werd Griffin door het missen van trainingen en een betrokkenheid bij een gevecht binnen het team. Hij tekende daarop in januari bij de New Jersey Nets maar miste de rest van het seizoen 2003/04 toen hij werd opgenomen in een afkickingskliniek. Bij aanvang van het seizoen 2004/05 tekende hij een contract bij de Minnesota Timberwolves maar werd in maart 2007 ontslagen bij hen.
Hij kwam in augustus 2007 om het leven in een auto-ongeluk toen zijn auto geraakt werd door een trein.

## Erelijst
- NBA All-Rookie Second Team: 2002

## Statistieken

### Regulier seizoen
| Seizoen  | Team                   | WG                                    | WS                                    | MPW                                   | 2P%                                   | 3P%                                   | FW%                                   | RPW                                   | APW                                   | SPW                                   | BPW                                   | PPW                                   |
| -------- | ---------------------- | ------------------------------------- | ------------------------------------- | ------------------------------------- | ------------------------------------- | ------------------------------------- | ------------------------------------- | ------------------------------------- | ------------------------------------- | ------------------------------------- | ------------------------------------- | ------------------------------------- |
| 2001/02  | Houston Rockets        | 73                                    | 24                                    | 26,0                                  | 36,6                                  | 33,0                                  | 74,4                                  | 5,7                                   | 0,7                                   | 0,2                                   | 1,8                                   | 8,8                                   |
| 2002/03  | Houston Rockets        | 77                                    | 66                                    | 24,5                                  | 40,0                                  | 33,3                                  | 61,7                                  | 6,0                                   | 1,1                                   | 0,7                                   | 1,4                                   | 8,6                                   |
| 2003/04  | Houston Rockets        | Griffin speelde geen enkele wedstrijd | Griffin speelde geen enkele wedstrijd | Griffin speelde geen enkele wedstrijd | Griffin speelde geen enkele wedstrijd | Griffin speelde geen enkele wedstrijd | Griffin speelde geen enkele wedstrijd | Griffin speelde geen enkele wedstrijd | Griffin speelde geen enkele wedstrijd | Griffin speelde geen enkele wedstrijd | Griffin speelde geen enkele wedstrijd | Griffin speelde geen enkele wedstrijd |
| 2003/04  | Houston Rockets        | Griffin speelde geen enkele wedstrijd |                                       |                                       |                                       |                                       |                                       |                                       |                                       |                                       |                                       |                                       |
| 2003/04  | New Jersey Nets        |                                       |                                       |                                       |                                       |                                       |                                       |                                       |                                       |                                       |                                       |                                       |
| 2004/05  | Minnesota Timberwolves | 70                                    | 0                                     | 21,3                                  | 38,7                                  | 32,8                                  | 71,8                                  | 6,5                                   | 0,8                                   | 0,3                                   | 1,7                                   | 7,5                                   |
| 2005/06  | Minnesota Timberwolves | 70                                    | 27                                    | 19,4                                  | 35,1                                  | 19,5                                  | 59,5                                  | 5,6                                   | 0,6                                   | 0,2                                   | 2,1                                   | 4,6                                   |
| 2006/07  | Minnesota Timberwolves | 13                                    | 0                                     | 7,1                                   | 25,9                                  | 0,0                                   | 80,0                                  | 1,9                                   | 0,3                                   | 0,0                                   | 0,5                                   | 1,4                                   |
| Carrière | Carrière               | 303                                   | 117                                   | 22,2                                  | 37,7                                  | 31,5                                  | 67,1                                  | 5,8                                   | 0,8                                   | 0,3                                   | 1,7                                   | 7,2                                   |